# Tamás Szekeres
Tamás Szekeres (Budapest, 18 settembre 1972) è un ex calciatore ungherese, di ruolo difensore.

## Carriera

### Club
Szekeres vestì le maglie di Ferencváros, MTK Budapest, Újpest, Gent ed Energie Cottbus.
Passò poi allo Strømsgodset. Debuttò nella Tippeligaen il 9 settembre 2001, schierato titolare nel pareggio per 1-1 sul campo del Moss. Tornò poi in patria, per giocare nel Debrecen e nel Sopron.
Nel 2005 firmò per il Tromsø, esordendo con questa maglia il 24 luglio, nella sconfitta per 1-0 contro l'Odd Grenland. Segnò la prima rete nella massima divisione norvegese l'11 settembre dello stesso anno, nella sconfitta per 2-1 sul campo del Bodø/Glimt.
Nel 2006, passò al Fredrikstad. La prima presenza in squadra fu datata 2 luglio, quando sostituì Pål André Czwartek nella sconfitta per 2-1 contro il Lyn Oslo. Si ritirò a fine stagione, dopo la vittoria in Coppa di Norvegia 2006.

### Nazionale
Szekeres giocò 6 partite per l'Ungheria.

## Palmarès

### Giocatore

#### Club

##### Competizioni nazionali
- Campionato ungherese: 3

Ferencváros: 1991-1992, 1994-1995
MTK Budapest: 1996-1997
- Coppa d'Ungheria: 7  (record)

Ferencváros: 1990-1991, 1992-1993, 1993-1994, 1994-1995
MTK Budapest: 1996-1997, 1997-1998
Sopron: 2004-2005
- Magyar Szuper Kupa: 3

Ferencváros: 1993, 1994, 1995
- Coppa di Norvegia: 1

Fredrikstad: 2006